# Luigi Benini
Pour les articles homonymes, voir Benini.
Luigi Benini, né à Crémone en 1767 et mort le 10 septembre 1801 dans la même ville, est un peintre religieux et d'histoire néo-classique italien.

## Biographie
Luigi Benini naît à Crémone en 1767. De 1782 à 1792, il étudie la peinture à Rome, avant de retourner à Crémone,.
Il est le fils de Giuseppe Benini et le petit-fils de Sigismondo Benini (en).

## Œuvres
En 1795, il peint le retable de l'église dei Santi Filippo e Giacomo de Corte de' Cortesi con Cignone. L'année suivante, il peint un autre retable, cette fois-ci celui de l'église de Vescovato.
- Uccello e fiori, aquarelle sur parchemin, Pinacothèque de Faenza (it) ;
- Ebe, détrempe à l'huile-résine et à la cire sur mur, 1798, Crémone (Palazzo Cattaneo)[3].